# 岡村勲弁護士夫人殺害事件
岡村勲弁護士夫人殺害事件（おかむらいさおべんごしふじんさつがいじけん）とは、1997年（平成9年）10月10日に日本の東京都小金井市緑町で発生した殺人事件。岡村弁護士夫人殺害事件と呼称する場合もある。
本事件で被害者（の家族）となった弁護士の岡村勲は、ここで初めて「被害者が法的に何の権利も認められていない」ことに気づき、「犯罪被害者の権利」と「被害回復制度の確立」に向けて奔走。2004年（平成16年）に犯罪被害者等基本法が成立し、2007年（平成19年）には犯罪被害者の権利利益保護に関する法改正が行われることになった。

## 経緯
1997年（平成9年）10月10日18時ごろ、東京都小金井市緑町にある弁護士・岡村勲の自宅の庭先で岡村の妻（当時63歳）が胸や腹など5ヶ所を刺されて死亡する事件が発生。夫の岡村は当時留守中であったため、無事だった。
事件発生時、近隣住民が「強盗」という妻の悲鳴を聞いていたが、屋内には物色された形跡がない事から、怨恨と見られた。事件発生の2週間程前に60歳くらいの不審者が目撃されており、殺害直前の事件当日17時50分にもその不審者が目撃されていた。
警視庁刑事部捜査第一課は殺人事件と断定して小金井警察署に捜査本部を設置。山一証券顧客相談室長殺害事件と類似点があることから関連付けて捜査を開始した。その後の捜査で、事件前に「株で数千万円を損した。どうしてくれる」と顧客相談室にクレームを付けた男Xが事件前に岡村の自宅付近にいたことが判明し、身なりも目撃情報と一致したため、捜査本部はXを本事件の犯人と見て逮捕する方針を固めた。
7日後の10月17日に無職の男X（当時63歳）が殺人容疑で逮捕された。Xは1978年（昭和53年）から1億円を超える資金を投資していた山一証券の元顧客であったが、株の運用で損害を被ったことを理由に山一証券に苦情を申し入れたり不当な金銭の要求を繰り返していた人物であり、事件2か月前の8月に発生した山一証券顧客相談室長殺害事件で重要参考人として浮上し、警察がマークをしていた人物であった（相談室長殺害事件では逮捕・立件されず）。
逮捕時、Xは容疑を否認してアリバイを主張していたが、アリバイ工作対象の女性がXから口裏合わせを頼まれたことを供述したため、アリバイ工作が露見してしまった。また、Xの供述に矛盾点があったため、警視庁が追及したところ、事件後の10月13日に週刊アサヒ芸能編集部を訪れ、編集部に「狙いは岡村だったが、玄関に出た妻に騒がれたので刺した」「9月15日にも岡村を狙い、襲いやすいように門扉を針金で縛った」などと自白していたことが判明した。
これらの事実を突きつけられたXは11月7日に岡村の妻を殺害したことを認めた。Xは「動機は山一証券に株取引で損をさせられたために山一の代理である岡村弁護士に自分と同じ苦しみを味わわせたかった。犯行に使用したナイフや血のついた衣服、ヘルメットは犯行後にお台場の海中に捨てた。」と供述。岡村が山一証券の代理人を務めていたために、逆恨みによって妻が自宅で殺害されたことが明らかになった。

## 刑事裁判

### 第一審
1998年（平成10年）2月18日、東京地方裁判所（木村烈裁判長）で第一審の初公判が開かれ、罪状認否で被告人Xは「殺意については全面的に否認します」と述べた。　
1998年（平成10年）2月22日、岡村は検察側証人として出廷し、「弁護士が職務として行ったことを理由に家族を襲撃することなどは法治国家では許されない。極刑にして頂きたい」と訴えて被告人Xに死刑を求めた。
1999年（平成11年）4月20日、論告求刑公判が開かれ、検察官は「何の落ち度もない主婦を惨殺した悍ましい事件。動機、殺害手段の残忍性、社会的影響などから見ても、断じて許せない特異かつ凶悪な事件だ」として被告人Xに死刑を求刑した。
1999年（平成11年）5月20日、最終弁論が開かれ、Xの弁護人は改めて殺意を否定し、起訴事実の殺人罪ではなく傷害致死罪を主張して有期刑を求めて結審した。
1999年（平成11年）9月6日、東京地裁（木村烈裁判長）で判決公判が開かれ、被告人Xに無期懲役の判決を言い渡した。判決では「弁護士の妻への殺意を否定するXの供述は信用できない」とした上で、「弁護士を殺害する計画及び弁護士の妻の殺害の動機は逆恨み及び利欲目的で酌量の余地は全くない」「弁護士を殺害しようとするのに2度も失敗しながら3度目の実行を企て、Xの執念は異常」「当初は弁護士を殺害するつもりであり、弁護士の殺害が果たせないと見るや、ためらいなく身代わりとして弁護士の妻を殺害したもので卑劣極まりない」「犯行態様は執拗残虐」「弁護士を含め遺族らの処罰感情は峻烈」「Xには前科が9犯、前歴が15回あり、犯罪傾向が顕著」「殺意を否認しており犯行を真摯に反省しているとはいえない」などのXに不利な事情、及び、「被害者が1人である」「Xが防災マスクを考案し特許申請を行なっていた」「別れた妻子に送金を続けている」「殺意を否認こそすれ被害者を死亡させたことについてはXなりに反省している」といった情状酌量が認められて死刑を回避した。この判決に対し岡村は「軽すぎる。今日は家内の65回目の誕生日ですから……」と量刑不当を訴えた。また、東京地方検察庁と弁護人の双方が判決を不服として控訴した。

### 控訴審
2000年（平成12年）9月26日、東京高等裁判所（河辺義正裁判長）で控訴審初公判が開かれ、検察官が量刑不当を理由に改めて死刑の適用を求め、弁護人も一審に続き殺意を否定し、量刑不当を主張した。同日の公判で岡村は妻の遺影と位牌の持ち込みの許可を受けて傍聴し、被告人Xに向けて妻の遺影を掲げた。後に東京高裁は「被告に向かってことさらに遺影を示したことは傍聴の限度を超える」と岡村を注意したが、岡村は「被告を睨む為に遺影は持ち込まなかった。生きている私が睨んでも良くて、遺影が駄目なのはなぜなのか。私が見せたのは1分足らずで審理に影響はない」と反論した。
2001年（平成13年）5月29日、東京高裁（河辺義正裁判長）は「弁護士を逆恨みしてつけ狙い、身代わりに妻を殺害した卑劣極まりない事件」と指摘した上で「被害者1人の殺人であり、同種事案を考慮すると死刑がやむを得ないとまではいえない」として検察官・弁護人双方の控訴を棄却した。この判決に対して東京高等検察庁と弁護人の双方が上告しなかったため、無期懲役の判決が確定した。
元警察官僚の弁護士である後藤啓二は著書『なぜ被害者より加害者を助けるのか』の中で、「被害人数では被害者遺族を納得させられない」、Xの法廷発言で「夫人がXに飛びかかってきて吹っ飛ばされたので、とっさに刺した」という被害者を侮辱するような発言をしていることから、Xが反省していると認定することは常識に反していると述べている。

## 全国犯罪被害者の会設立に向けて
被害者の夫である岡村は第一東京弁護士会会長や日本弁護士連合会副会長などの要職を歴任した。岡村はこの事件を機に犯罪被害者がいかに司法で軽視され、不公正に扱われている存在であるかを痛感し、以後は林良平（西成看護師殺人未遂事件被害者の夫）と光市母子殺害事件の被害者遺族である本村洋、池袋通り魔殺人事件の遺族らと共に犯罪被害者の権利拡大に取り組むようになった。
その後、岡村の提案により、2000年1月23日に第一回シンポジウム「犯罪被害者は訴える」が開催され、全国犯罪被害者の会が設立された。
全国犯罪被害者の会の設立や運営をするにつれて、岡村は犯罪被害者の権利を司法に反映されることに尽力するようになったことにより、犯罪被害者等基本法の成立や被害者参加制度の導入など犯罪被害者の権利が大幅に改善した。また、2009年（平成21年）にはあすの会会員と共に千葉景子法務大臣を訪れ、公訴時効廃止の要望書を提出、2010年（平成22年）4月に刑事訴訟法改正で殺人罪など法定刑に死刑を含む罪の公訴時効の廃止に貢献した。
2018年（平成30年）6月18日、全国犯罪被害者の会の解散（後に再結成）にあたっての最終大会で岡村は、当時の被害者の立場について「被害者は裁判でも蚊帳の外。『証拠品』扱いされていた」と振り返っている。また、岡村は「裁判所は加害者の権利を守りこそすれ、被害者の味方ではなかった」とも述べている。

## 評価
東京弁護士会の会派である法曹親和会は、弁護士の業務妨害を目的にその弁護士、およびその家族が殺害された事件の例として、坂本堤弁護士一家殺害事件や渡辺興安弁護士殺害事件とともにこの岡村の妻が殺害された事件を挙げている。
また吉戒修一は「事件をめぐる報道機関の報道、取材」により「著しい人権侵害がもたらされた」1997年の事件の事例として、東電OL殺人事件、神戸連続児童殺傷事件とともに、この「弁護士夫人殺害事件」を挙げている。

## 参考資料
- 後藤, 啓二『なぜ被害者より加害者を助けるのか』産経新聞出版、2008年3月14日。ASIN 486306053X。ISBN 978-4863060531。 NCID BA85401728。OCLC 676344781。全国書誌番号:21397635。
- 夏樹静子『裁判百年史ものがたり』文藝春秋〈文春文庫〉、2012年9月4日。ASIN 416718432X。ISBN 978-4167184322。 NCID BB10176106。OCLC 809488643。全国書誌番号:22144111。ASIN B00AJENGEE（Kindle版）。
- “たったひとりの反乱 犯罪被害者の叫びを聞け”. たったひとりの反乱. 15 December 2009. NHK総合. NHK.